# Julian Weigl
Julian Weigl (Bad Aibling, 1995. szeptember 8. –) német labdarúgó, aki jelenleg a Borussia Mönchengladbach játékosa.

## Pályafutása
2010-ben került a TSV 1860 München akadémiájára, ahol az ifjúsági csapatokban szerepelt. Az U19-es csapat csapatkapitánya volt, amikor 2013-ban profi szerződést kötött a klubbal, amely 2016-ig szólt. 2014. február 14-én debütált az első csapatban az FC Ingolstadt 04 elleni Bundesliga 2 mérkőzésen, amelyet 2-0-s arányban elvesztettek. A 66. percben lépett pályára Yannick Stark cseréjeként. A szerződését ezután 2017-ig meghosszabbították.
A 2014–2015-ös szezonban Ricardo Moniz lett a klub új menedzsere aki  csapatkapitánnyá tette őt, ezzel a klub történetének legfiatalabb csapatkapitánya lett. Az RB Leipzig elleni meccsen mutatott csapaton belüli sportszerűtlenség miatt őt és Király Gábort, Daniel Adlungot, Yannick Starkot és Vitus Eichert a második csapatba űzte Moniz.

2019. december 31-én jelentették be, hogy a portugál SL Benfica csapatához igazolt. Négy és fél évre szóló szerződést írt alá a lisszaboni csapattal.

## Statisztika
| Klub              | Szezon   | Bajnokság | Bajnokság | Kupa  | Kupa | Nemzetközi | Nemzetközi | Összesen | Összesen |
| Klub              | Szezon   | Mérk.     | Gól       | Mérk. | Gól  | Mérk.      | Gól        | Mérk.    | Gól      |
| ----------------- | -------- | --------- | --------- | ----- | ---- | ---------- | ---------- | -------- | -------- |
| 1860 München II   | 2013-14  | 23        | 0         | 0     | 0    | -          | -          | 23       | 0        |
| 1860 München      | 2013-14  | 14        | 0         | 0     | 0    | -          | -          | 14       | 0        |
| 1860 München      | 2014-15  | 24        | 0         | 1     | 0    | -          | -          | 25       | 0        |
| Borussia Dortmund | 2015-16  | 30        | 0         | 5     | 0    | 16         | 0          | 51       | 0        |
| Borussia Dortmund | 2016-17  | 14        | 0         | 1     | 0    | 5          | 1          | 21       | 1        |
| Összesen          | Összesen | 106       | 0         | 6     | 0    | 21         | 1          | 134      | 1        |